# George Noble
George Noble (Crawley, 17 oktober 1968) is een Engelse caller in de dartssport. Zijn bijnaam luidt The Puppy.

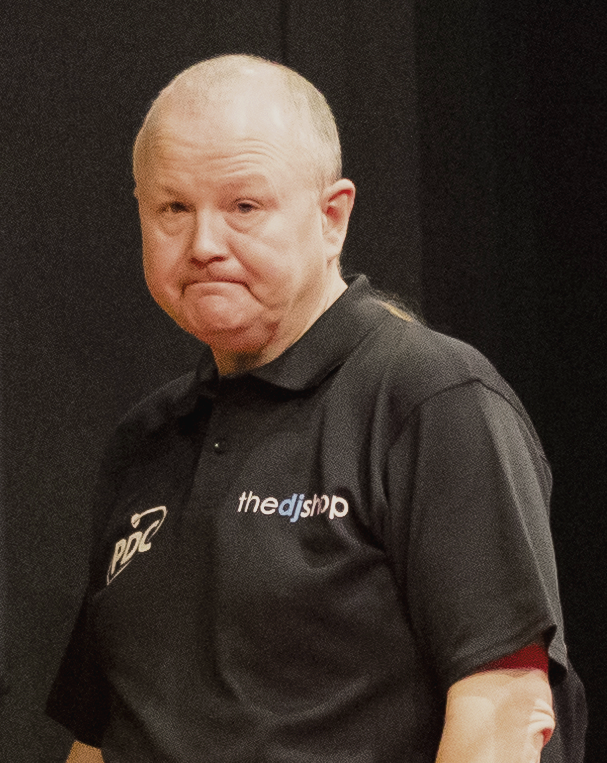
Noble in 2019

Noble's eerste werkzaamheden als caller begonnen in 1992 bij zijn lokale dartclub. Twee jaar later stond Noble voor het eerst op een groot podium, de Lakeside van de BDO.
Noble heeft van 1995 tot 2007 bij alle finales van de Lakeside gecalled, hij maakte hierna de overstap naar de PDC. In januari 2009 callde hij zijn eerste 9-darter tijdens het World Darts Championship van de PDC. Raymond van Barneveld gooide een perfecte leg tegen landgenoot Jelle Klaasen wat tevens ook de eerste 9-darter op het PDC World Darts Championship ooit was.
In mei 2025 maakte Noble bekend dat hij na het eerstvolgende WK Darts met pensioen zou gaan en na meer dan 30 jaar te stoppen met het callen van dartswedstrijden.

## Persoonlijk
- Noble is getrouwd en heeft een dochter en een zoon.
- Hij woont in zijn geboorteplaats Crawley, Sussex.
- Naast darten is hij een groot voetbalfan, hij is een supporter van de Engelse club Millwall FC.